# Ben Schnetzer
Ben Schnetzer est un acteur américain né le 8 février 1990 à New York.

## Biographie
Ben Schnetzer est né le 8 février 1990 à New York. Il est le fils des acteurs Stephen Schnetzer et Nancy Snyder. Il a un frère, Max Schnetzer.

### Carrière
Il commence sa carrière en 2010 dans les séries Happy Town et New York, police judiciaire.
En 2013, il fait ses débuts au cinéma dans La Voleuse de livres avec Sophie Nélisse. L'année suivante, il tourne dans Pride de Matthew Warchus, qui lui vaut deux nominations au British Independent Film Awards et dans : The Riot Club de Lone Scherfig.
En 2016, il joue dans les films Warcraft : Le Commencement de Duncan Jones, Snowden d'Oliver Stone, Goat d'Andrew Neel et le biopic The Journey Is the Destination de Bronwen Hughes.
En 2018, il est présent dans le film de Xavier Dolan Ma vie avec John F. Donovan, ainsi qu'aux côtés de Rosamund Pike et Daniel Brühl dans Otages à Entebbe et la mini-série La Vérité sur l'affaire Harry Quebert réalisée par Jean-Jacques Annaud et tirée du livre du même nom de Joël Dicker.
En 2021, il obtient l'un des rôles principaux dans Y, le dernier homme, mais la série est annulée après une saison.

## Filmographie

### Cinéma
- 2013 : La Voleuse de livres (The Book Thief) de Brian Percival : Max Vandenburg
- 2014 : Pride de Matthew Warchus : Mark Ashton
- 2014 : The Riot Club (Posh) de Lone Scherfig : Dimitri Mitropoulos
- 2015 : Punk's Dead de James Merendino : Ross
- 2016 : Warcraft : Le Commencement de Duncan Jones : Khadgar
- 2016 : Snowden d'Oliver Stone : Gabriel Sol
- 2016 : Goat d'Andrew Neel : Brad Land
- 2016 : The Journey Is the Destination de Bronwen Hughes : Dan Eldon
- 2018 : Ma vie avec John F. Donovan (The Death and Life of John F. Donovan) de  Xavier Dolan: Rupert Turner adulte
- 2018 : Otages à Entebbe (Entebbe) de José Padilha : Zeev Hirsch
- 2018 : Au nom des femmes (Saint Judy) de Sean Hanish : Parker
- 2018 : The Grizzlies de Miranda de Pencier : Russ Sheppard
- 2019 : Le Géant (The Giant) de David Raboy : Joe

### Télévision

#### Séries télévisées
- 2010 : Happy Town : Andrew Haplin
- 2010 : New York, police judiciaire (Law and Order) : Dustin Henry
- 2018 : La Vérité sur l'affaire Harry Quebert (The Truth About the Harry Quebert Affair) : Marcus Goldman
- 2021 :Y, le dernier homme (Y : The Last Man) : Yorick Brown
- 2024 : Le Problème à trois corps : Mike Evans jeune

## Distinctions

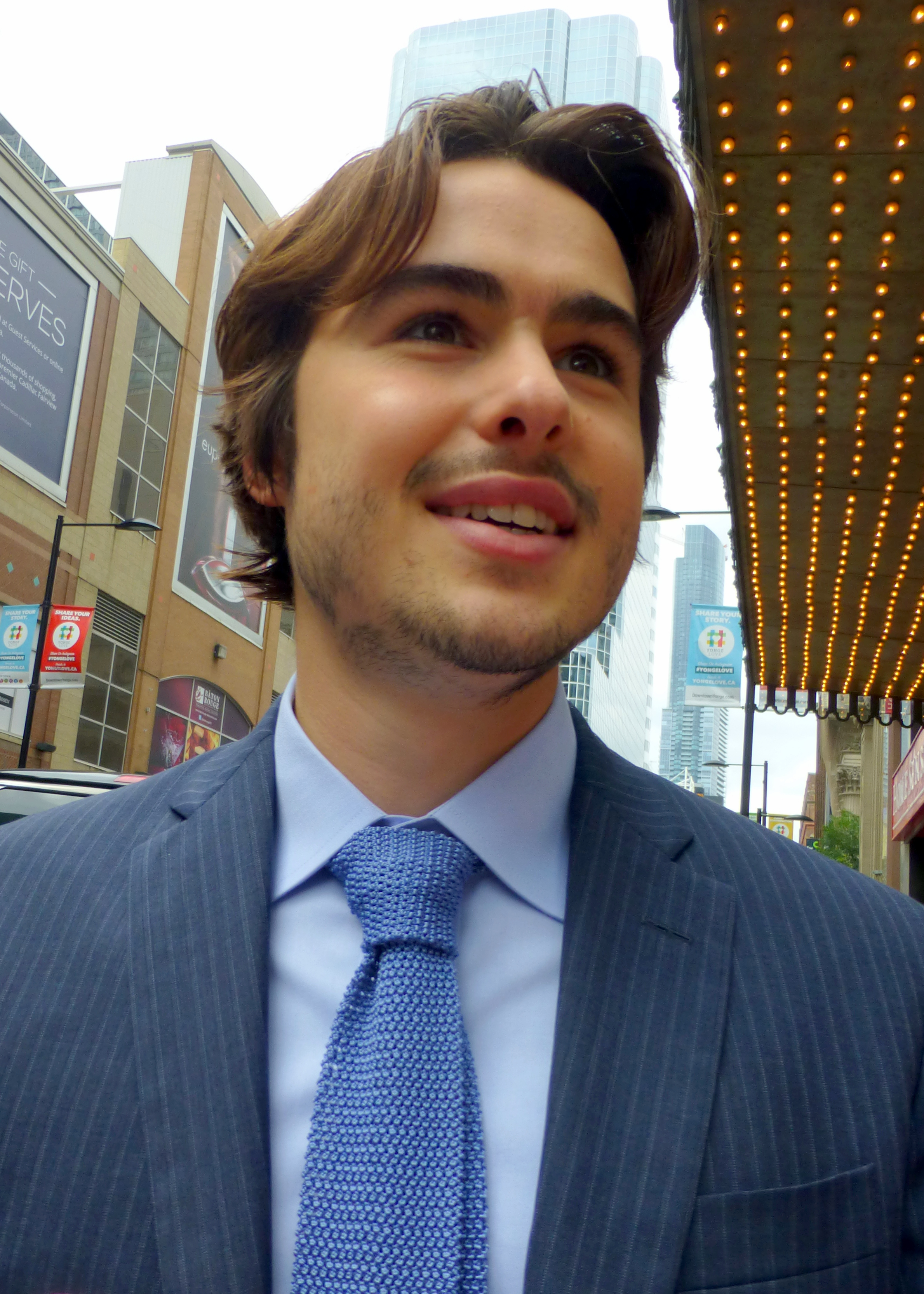
Au festival international du film de Toronto 2014.

### Nominations
- British Independent Film Awards 2014 : Meilleur acteur dans un second rôle pour Pride
- British Independent Film Awards 2014 : Meilleur espoir pour Pride

## Voix françaises
| - Fabrice Trojani dans : - Happy Town (série télévisée) - Warcraft : Le Commencement - Félicien Juttner dans : - La Voleuse de livres - Otages à Entebbe | Et aussi - Alexandre Crépet dans Pride - Tristan Le Doze dans The Riot Club - François Santucci dans Snowden - Marc Arnaud dans La Vérité sur l'affaire Harry Quebert (mini-série) - Gauthier Battoue dans Ma vie avec John F. Donovan - Jim Redler dans Y, le dernier homme (série télévisée) - Nicolas Taffin dans Le Problème à trois corps (série télévisée) |